# Gåren (Höreda socken, Småland, 638705-145218)
Gåren är en sjö i Eksjö kommun i Småland och ingår i Emåns huvudavrinningsområde.